# اوسوبرنو
اوسوبرنو (به لاتین: Úsobrno) یک منطقهٔ مسکونی در جمهوری چک است که در شهرستان بلانسکو واقع شده‌است. اوسوبرنو  ۴۴۶ نفر جمعیت دارد.